# Kapelle (gemeente)
| Gemeentegrenzen Wijkgrenzen Buurtgrenzen Autosnelweg Secundaire weg Spoorweg |  |  | ██ Geselecteerde gemeente ██ Bebouwd gebied ██ Bos of park ██ Binnenwater, rivier of kanaal |

Kapelle en omgeving (2009)

Kapelle (uitspraakⓘ) is een gemeente op het voormalige eiland Zuid-Beveland in de Nederlandse provincie Zeeland. De gemeente heeft 13.011 inwoners (1 januari 2024, bron: CBS) en grenst in het westen aan Goes en Borsele en in het oosten aan Reimerswaal. Hoofdplaats van de gemeente is Kapelle.

## Geschiedenis
De gemeente Kapelle werd ingesteld tijdens het Eerste Franse Keizerrijk op 1 januari 1812, als gevolg van de invoering in 1811 van de Franse Gemeentewet. Bij de instelling op 21 november 1813 van het Soeverein vorstendom der Verenigde Nederlanden werd de bestaande gemeentelijke indeling overgenomen.
Op 1 januari 1816 werd de opgeheven gemeente Eversdijk toegevoegd aan Kapelle.
Op 1 januari 1941 werd de gemeente Schore opgeheven. Het westelijke gedeelte ging naar Kapelle, het oostelijke gedeelte naar de gemeente Kruiningen.
Op 1 januari 1970 werd de opgeheven gemeente Wemeldinge toegevoegd aan Kapelle.
De huidige gemeente Kapelle ontstond op 1 januari 1970.

## Kernen
De gemeente Kapelle bestaat uit een viertal woonkernen. Het aantal inwoners per woonkern op 30 december 2022:
Ook de buurtschappen Eversdijk en Abbekinderen behoren tot de gemeente.

## Gemeenteraad
De gemeenteraad van Kapelle bestaat uit 15 zetels. Hieronder staat de samenstelling van de gemeenteraad sinds 1998:
| Partij         | 1998 | 2002 | 2006 | 2010 | 2014 | 2018 | 2022 |
| -------------- | ---- | ---- | ---- | ---- | ---- | ---- | ---- |
| VVD            | 3    | 3    | 3    | 3    | 4    | 4    | 3    |
| Gemeentebelang | 3    | 3    | 2    | 3    | 2    | 3    | 3    |
| SGP            | 3    | 2    | 2    | 3    | 3    | 2    | 3    |
| CDA            | 4    | 4    | 4    | 3    | 3    | 2    | 2    |
| PvdA           | 2    | 2    | 3    | 2    | 2    | 2    | 2    |
| ChristenUnie   | -    | 1    | 1    | 1    | 1    | 1    | 1    |
| D66            | -    | -    | -    | -    | -    | 1    | 1    |
| Totaal         | 15   | 15   | 15   | 15   | 15   | 15   | 15   |

## Gemeente van het Jaar 2011
Op maandag 30 mei 2011 is de gemeente Kapelle verkozen tot ‘Gemeente van het Jaar 2011’. Locoburgemeester Jon Herselman heeft de prijs in ontvangst genomen tijdens een bijeenkomst in Venlo. Naast de titel ‘Gemeente van het Jaar 2011’ heeft Kapelle ook acht categorieprijzen in de wacht gesleept (Veiligheid, Schoon & Groen, Jeugd & Welzijn, Winkelen, Verkeer & Vervoer, Wonen, Werken & Ondernemen en Dienstverlening). Vooral op het gebied van Wonen (eindcijfer 8,5), Winkelen (eindcijfer 8,5) en Schoon & Groen (eindcijfer 8,2) scoort de gemeente uitstekend.

## Foto's

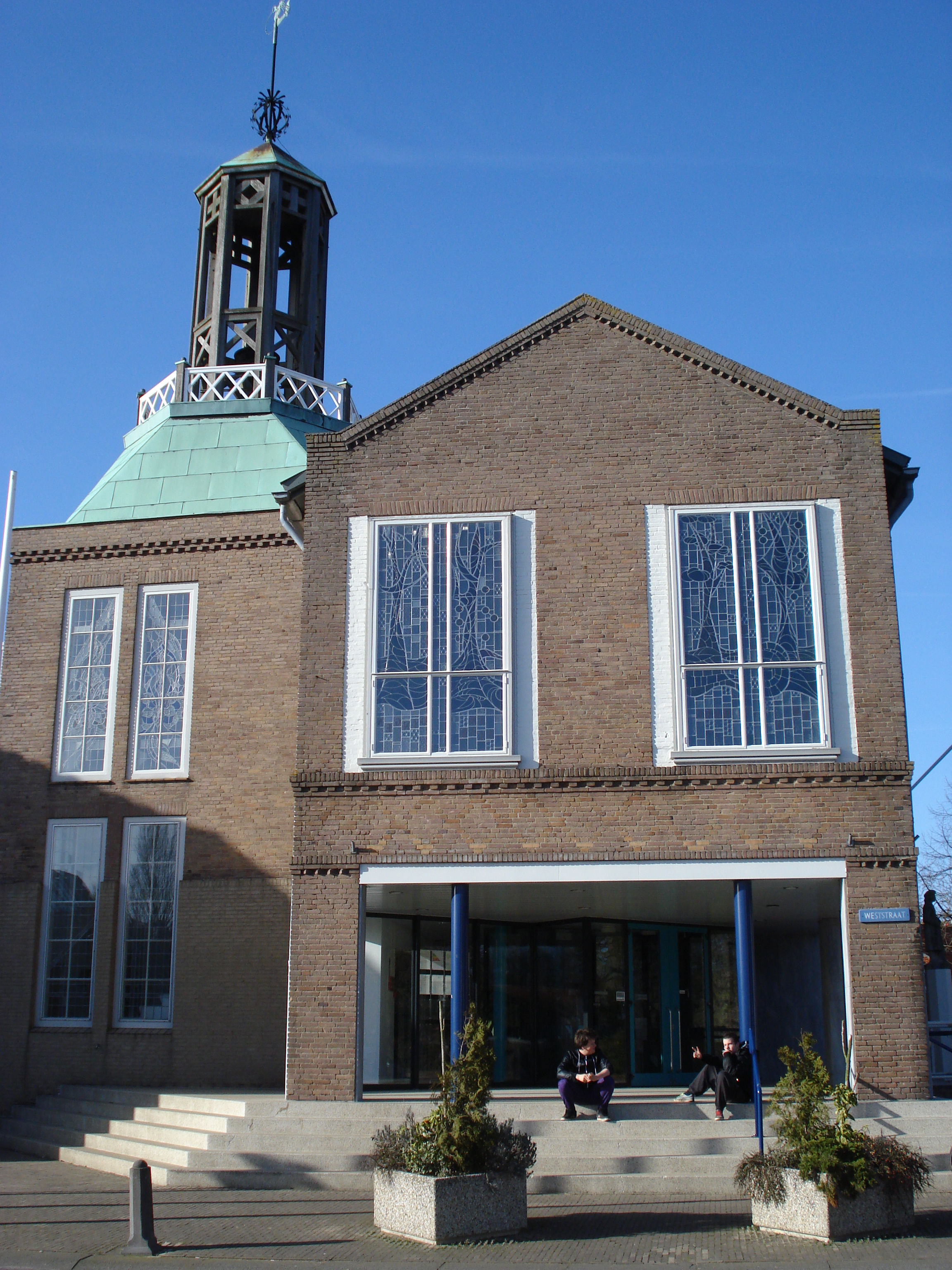
Gemeentehuis Kapelle
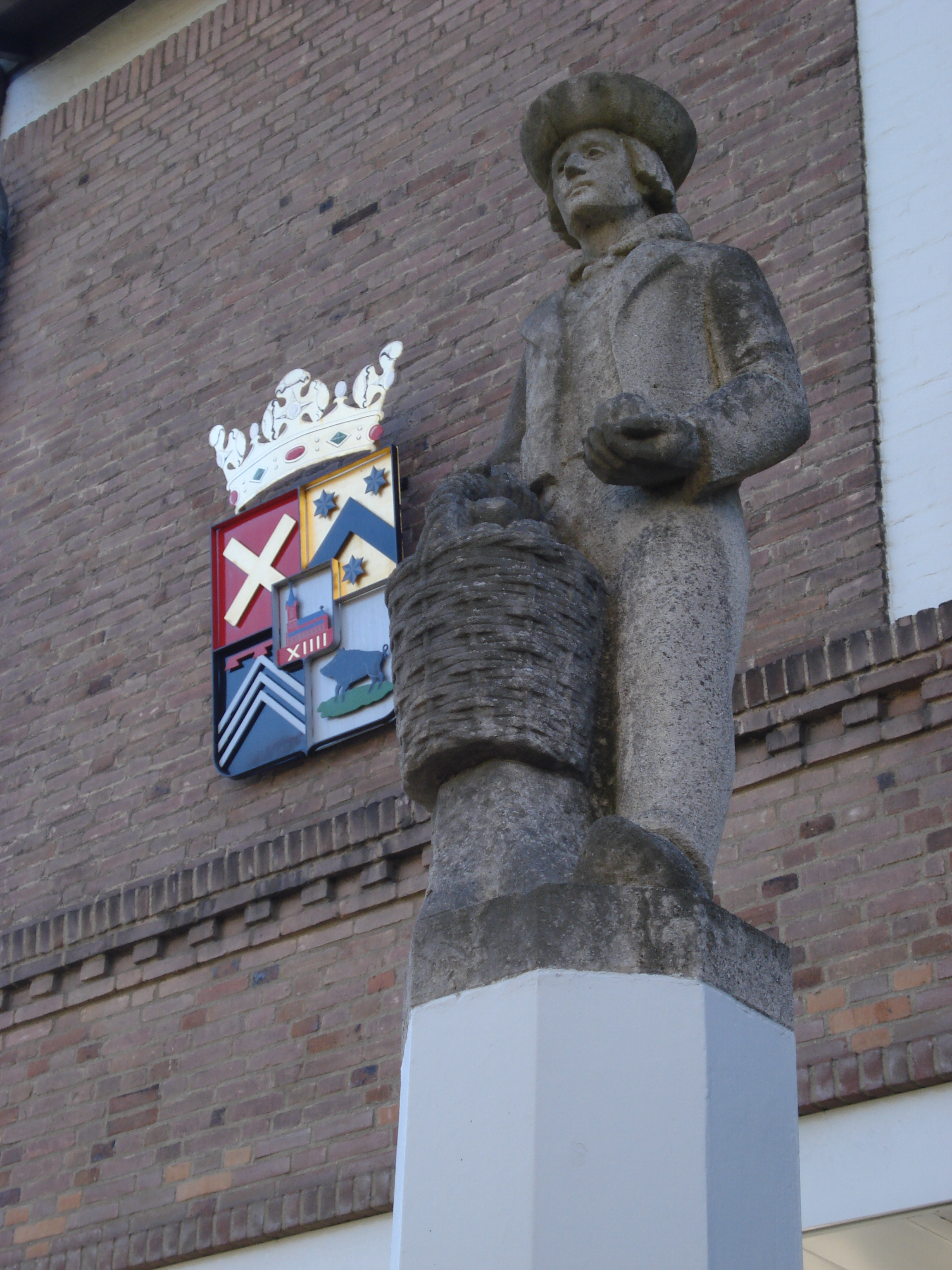
Gemeentehuis Kapelle: gemeentewapen en beeld fruitteler
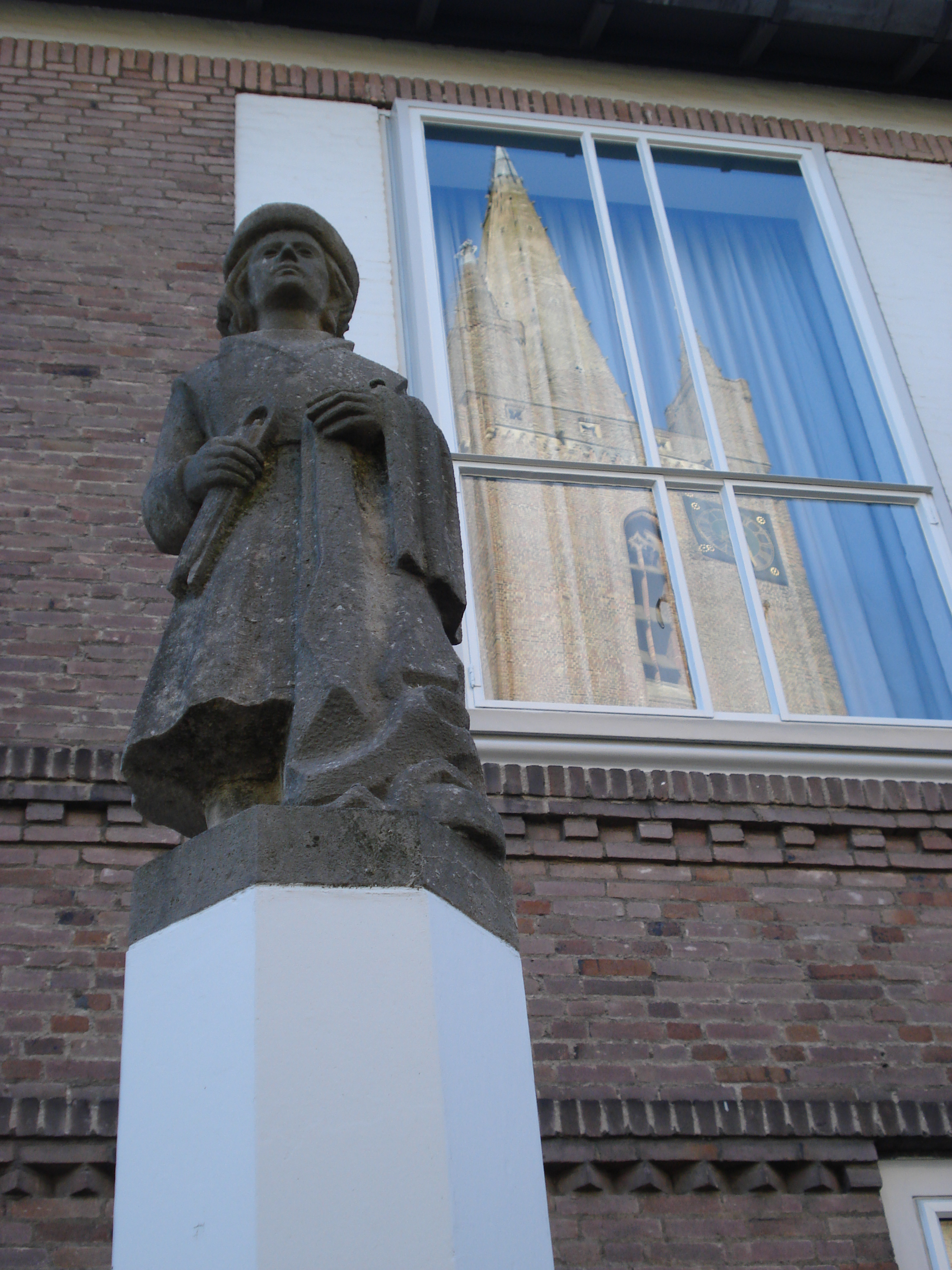
Gemeentehuis Kapelle: beeld en reflectie kerktoren

## Aangrenzende gemeenten
| Aangrenzende gemeenten | Aangrenzende gemeenten | Aangrenzende gemeenten | Aangrenzende gemeenten | Aangrenzende gemeenten |
| ---------------------- | ---------------------- | ---------------------- | ---------------------- | ---------------------- |
| Noord-Beveland         |                        | Tholen                 |                        |                        |
|                        |                        |                        |                        |                        |
| Goes                   | Reimerswaal            |                        |                        |                        |
|                        |                        |                        |                        |                        |
| Borsele                |                        |                        |                        |                        |

## Cultuur

### Monumenten
In de gemeente zijn er een aantal rijksmonumenten, gemeentelijke monumenten, en oorlogsmonumenten, zie:
- Lijst van rijksmonumenten in Kapelle (gemeente)
- Lijst van gemeentelijke monumenten in Kapelle
- Lijst van oorlogsmonumenten in Kapelle

### Kunst in de openbare ruimte
In de gemeente zijn diverse beelden, sculpturen en objecten geplaatst in de openbare ruimte, zie:
- Lijst van beelden in Kapelle

## Zusterstad
Kapelle is een zusterstad van:
- Orry-la-Ville (Frankrijk)[3][4]

## Natuur
De Natura 2000-gebieden Westerschelde & Saeftinghe, Oosterschelde en Yerseke en Kapelse Moer liggen voor een deel in de gemeente Kapelle.